# Friedhof Kals am Großglockner

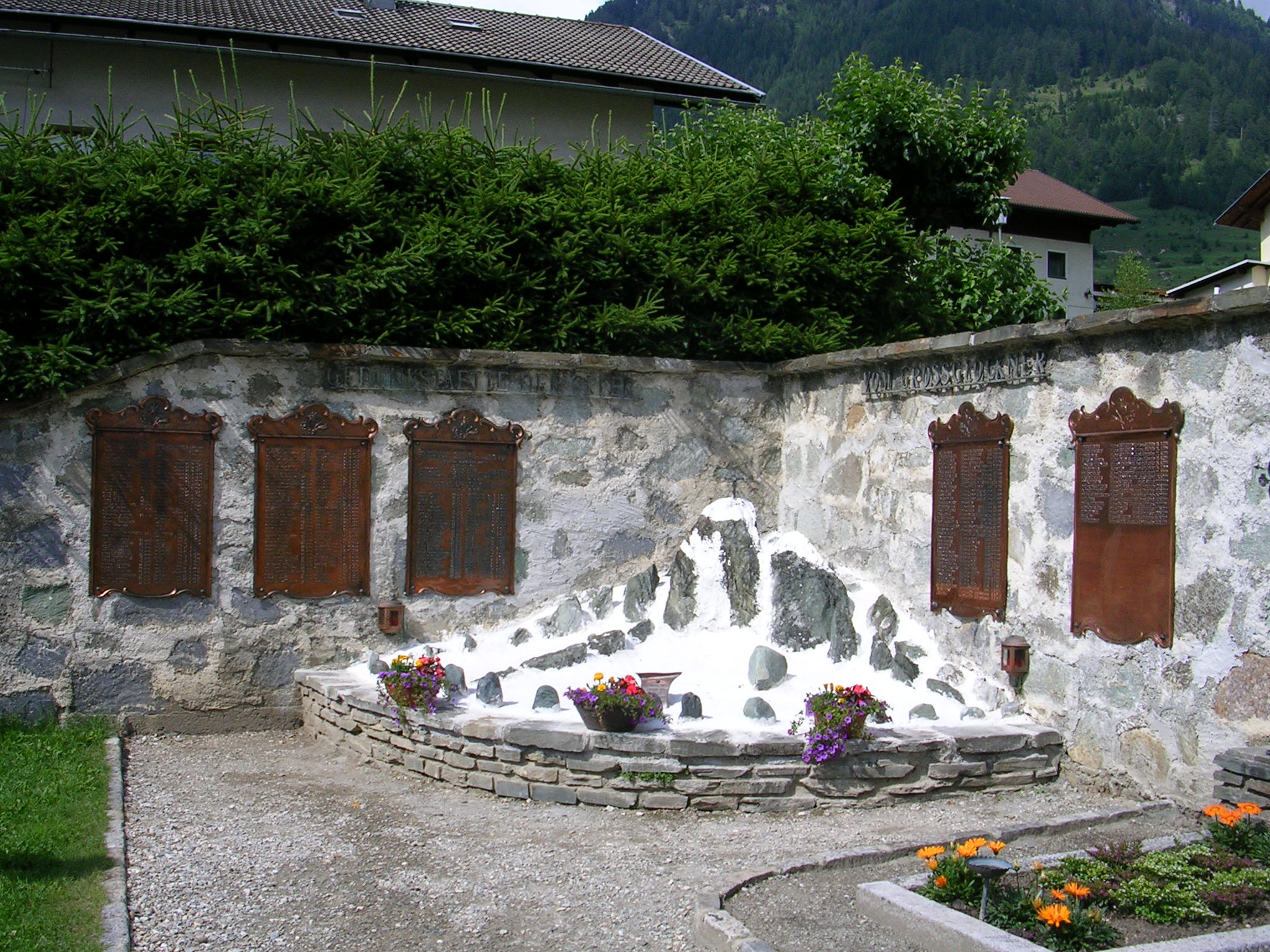
Glockner-Gedenkstätte am Friedhof von Kals

Die Friedhof Kals am Großglockner ist der Friedhof der Gemeinde Kals am Großglockner in Osttirol. Der Friedhof umfasst eine Einsegnungshalle, eine Kriegergedächtniskapelle, ein barockes Friedhofskreuz und eine Gedenkstätte für die verunglückten Bergsteiger des Großglockners. Er umgibt die Pfarrkirche Kals am Großglockner im Ortsteil Ködnitz und steht gemeinsam mit dieser als eines von 14 Objekten der Gemeinde unter Denkmalschutz (Listeneintrag).

## Geschichte
Während für die Pfarrkirche ein mittelalterlicher Kern belegt ist, fehlen Hinweise über die Entstehungsgeschichte des Friedhofs. Erstmals urkundlich erwähnt wurde der Friedhof 1615, als die Forderung nach einem Areal für Gräber von ungetauften Kindern außerhalb der Friedhofsmauer in einem Generalvisitationsprotokoll festgehalten wurde. Anfang des 20. Jahrhunderts wurde die Friedhofsmauer restauriert, zwischen 1953 und 1954 erfolgte eine Umgestaltung und Erweiterung des Areals.

## Friedhofsanlage
Der Friedhof umfasst die Kalser Pfarrkirche vollständig und ist von den Nachbargrundstücken durch eine Umfassungsmauer abgegrenzt. In den nördlichen Teil der Mauer wurden flachbogige Nischen für Grabdenkmäler integriert, in die westliche Umfassungsmauer die Einsegnungshalle eingebunden. Die Halle mit breitem Glasportal stammt aus den 1930er Jahren und wurde 1974 nach Plänen von Hans Machne erweitert. Sie beherbergt einen modernen Altar sowie eine Figurengruppe von Jesus Christus mit zwei Engeln, die vom Kalser Bildhauer Thomas Rogl entworfen wurde. Im Südosten des Friedhofs befindet sich die Kriegergedächtniskapelle, die 1955 im Zuge der Erweiterung des Friedhofs entstand. Im Inneren der Kapelle befindet sich eine lebensgroße, hölzerne Figurengruppe mit Maria vor dem Leichnam Jesu Christi, die von zwei Bronzetafeln zum Gedenken an die gefallenen Soldaten beider Weltkriege flankiert wird. Die Gedenkstätte für die Opfer der Besteigung des Großglockners stammt aus dem Jahr 1873. Sie besteht aus einer stilisierten Darstellung des Glocknermassivs und fünf Kupfertafeln mit den Namen der Verunglückten.